# Лукаш, Борис Созонтович
Бори́с Созо́нтович Лука́ш (встречается написание отчества Сазо́нтович; 28 июля [9 августа] 1887 года, Санкт-Петербург — 2 марта 1968 года, Киров) — российский и советский учёный-ихтиолог, советский преподаватель, кандидат биологических наук (1938), доктор биологических наук (1947). Директор Вятского научно-исследовательского института краеведения, директор Вятского областного краеведческого музея (1924—1929), профессор и заведующий кафедрой зоологии Вятского педагогического института (1922—1943), заведующий кафедрой общей биологии Вятского зоотехническо-ветеринарного института (1930—1937), заведующий кафедрой зоологии Кировского сельскохозяйственного института (1943—1955).
Выпускник Санкт-Петербургского учительского института имени Александра II (1907) и Императорского Санкт-Петербургского университета (1912). В 1908—1911 годах участвовал в зоологических экспедициях на озеро Байкал, на Кольский залив, в низовья Волги и на Каспийское море. В 1914 году был в командировке в Германии, где проводил экскурсии по Берлинским аквариуму и зоосаду, а также Гамбургскому зоосаду Гагенбека для русских учителей. Участник Первой мировой войны (1914—1918). В советские годы был участником и руководителем зоологических, рыбопромысловых и комплексных экспедиций на реку Вычегда (1919), на реку Печора (1921), в Слободский уезд (1922, 1923), Омутнинский уезд (1926), на Дальний Восток (1932), в Карелию (1935).
Наряду с большой общественной и педагогической деятельностью, систематически занимался и научной работой. Был автором 27 публикаций, имеющих большую научную и практическую ценность. Основой докторской диссертации стала его монография «Филогенетические соотношения между некоторыми видами карповых рыб». В этой работе Лукашем был сделан вывод об асинхронности изменений физиологических особенностей и разных структур живых организмов на примере карповых рыб. Подготовленная Лукашем большая гистологическая работа «О предзародышевом развитии карповых рыб» (на примере плотвы) не была опубликована при его жизни.

## Биография
Родился 28 июля (9 августа) 1887 года в Санкт-Петербурге. Его отец (Созонт) происходил из крестьян Полтавской губернии. Переехав в Петербург, Созонт устроился работать в отдел охраны художественных ценностей Императорской Академии художеств. За долголетнюю безупречную службу он был удостоен звания почётного гражданина Санкт-Петербурга.
В 1907 году Борис окончил Санкт-Петербургский учительский институт имени Александра II, получив звание народного учителя. Одновременно сдал экзамен на аттестат зрелости, после чего осенью того же года поступил на естественное отделение физико-математического факультета Императорского Санкт-Петербургского университета. Будучи студентом первого курса, начал работать в лаборатории зоологии позвоночных академика В. М. Шимкевича под руководством профессора К. М. Дерюгина. Также будучи студентом, принял участие в нескольких зоологических (рыбопромысловых) экспедициях: в низовьях Волги и северной части Каспийского моря, на Кольском полуострове (в Кольском заливе) и на Байкале. В 1912 году окончил Императорский Санкт-Петербургский университет с дипломом I степени. 
Профессором Дерюгиным была выдана рекомендация для оставления на работу в университете. Но по сложившимся обстоятельствам в университете работать не остался, а поступил работать на курсы по животноводству Министерства земледелия преподавателем анатомии и эмбриологии. В 1914 году был в командировке в Германии, где работал в Гамбургском зоосаде Гагенбека, а также в Берлинских аквариуме и зоосаде. В командировку был направлен Московским обществом технических знаний. Целью командировки было проведение экскурсий для русских учителей. 14 сентября 1914 года был приглашён в Зоологический музей для занятий в качестве сотрудника. 
В конце 1914 года был призван на военную службу в действующую армию. Участвовал в Первой мировой войне. В конце войны был демобилизован как имеющий звание народного учителя. 
В 1918 году поступил на службу во второй петроградский педагогический институт на должность доцента. В сентябре 1919 года стал преподавать зоологию в Вятском педагогическом институте. 19 июня 1922 года был утверждён в должности профессора и заведующего кафедрой зоологии. Прослужил в этой должности до 20 января 1943 года. С 1 сентября 1934 года по 25 августа 1936 года и с 5 ноября 1938 года по 5 апреля 1939 года был деканом факультета естествознания (в 1934—1935 годах именовавшегося химико-биологическим факультетом) Вятского педагогического института. В годы Великой Отечественной войны был заведующим заочным отделением института.
В 1920—1922 годах организовывал фенологические наблюдения в городе Вятка. Одновременно с работой в пединституте являлся директором Вятского научно-исследовательского института краеведения (поначалу, с момента организации НИИ краеведения в 1922 году, заведовал в нём отделом прикладной зоологии, был действительным членом с 1923 года). В 1922—1927 годах, будучи сотрудником НИИ краеведения, активно разрабатывал собранные экспедициями материалы о рыбных богатствах Вятского края.
В 1924—1929 годах был директором Вятского областного краеведческого музея. В 1927 году на краевой конференции по изучению производительных сил выступил с докладом о состоянии и перспективах исследовательской работы по Вятско-Ветлужскому краю, в ходе которого представил библиографический обзор краеведческих работ края за период с конца XVIII века по 1926 год.
В 1930—1937 годах одновременно с работой в пединституте заведовал кафедрой общей биологии Вятского зоотехническо-ветеринарного института. С 20 января 1943 года по 1 сентября 1955 года был заведующим кафедрой зоологии этого вуза, с 1944 года именовавшегося Кировским сельскохозяйственным институтом. 1 сентября 1955 года вышел на пенсию в связи с ухудшением здоровья.
В 1938 году получил учёную степень кандидата биологических наук. 5 июня 1947 года на базе биологического факультета Ленинградского государственного университета защитил диссертацию на соискание степени доктора биологических наук по теме «Филогенетические соотношения между некоторыми видами карповых рыб». Официальными оппонентами Лукаша были доктор биологических наук, профессор Е. К. Суворов, доктор биологических наук, профессор И. Ф. Правдин, член-корреспондент Академии Наук СССР, профессор В. А. Догель. 30 июня 1947 года Учёный Совет университета утвердил решение Учёного Совета факультета о присвоении Лукашу учёной степени доктора биологических наук.
Руководил экспедициями по рыбохозяйственному исследованию рек Камы и Вятки. Опубликовал 27 работ (по другим сведениям — 25). Направление научной деятельности — ихтиология. В последние годы жизни подготовил большую гистологическую работу «О предзародышевом развитии карповых рыб» (на примере плотвы), но эта работа не была опубликована при его жизни. За свою плодотворную научную и преподавательскую работу был награждён рядом правительственных наград.
Умер 2 марта 1968 года (по другим сведениям — 4 марта в Кирове).

## Экспедиции
В 1908, 1909 и 1911 годах был участником зоологических экспедиций на озеро Байкал под руководством ихтиолога И. Д. Кузнецова, на Кольский залив под руководством профессора К. М. Дерюгина, в низовья Волги и на Каспий под руководством А. С. Скорикова соответственно.
Летом 1919 года возглавлял рыбопромысловую экспедицию на реку Вычегда по приглашению Комиссии по снабжению Красной Армии. Летом 1921 года был участником Северной научно-промысловой экспедиции ВСНХ под руководством профессора П. М. Борисова. В составе Печорского ихтиологического отряда этой экспедиции занимался исследованиями ихтиофауны реки Печора.
В 1922 году был руководителем совместной (Вятского педагогического института и Вятского научно-исследовательского института краеведения) комплексной Синегорской экспедиции. Экспедиция проходила в Слободском уезде, её целью было изучение рыбного промысла. В ходе экспедиции была обследована природа бассейна реки Кобры (правого притока Вятки) и был собран большой зоологический, ботанический, минералогический и геологический материал. В ходе проведённого ихтиологического изучения реки Вятка с её притоками выше города Слободского в одной из небольших речек была обнаружена редкая рыба таймень, которая ранее водилась и в Вятке, но отступила «к крайнему северу лишь под влиянием хищнического преследования человека». В том же году был в научных командировках в отделении рыбоведения Петровской сельскохозяйственной академии и в отделе рыбоводства Петроградского института опытной агрономии.
В 1923 году руководил Синегорской рыбопромысловой экспедицией. В том же году на Мурманской биологической станции занимался сбором зоологических коллекций для своего института.
В 1926 году был руководителем Верхнекамской зоологической экспедиции. Экспедиция проходила в верховьях реки Камы в Омутнинском уезде. Целью экспедиции было изучение охотничьего и рыбного промыслов, лесных и сельскохозяйственных вредителей.
В 1932 году для изучения рыб рек Суйфун и Амур выезжал на Дальний Восток. Там же с целью изучения методик глубоководных морских исследований принял участие в плавании шхуны «Россинант» по Японскому морю.
В 1935 году был начальником рыбопромысловой экспедиции в Карелии. Проведение экспедиции было поручено ему Всесоюзным научно-исследовательским институтом озёрного и речного рыбного хозяйства. Целью экспедиции было изучение рыб и рыболовства Водлозера.

## Публикации
1. Annelida polychaeta Кольского залива (Мурманский берег) // Труды Санкт-Петербургского общества естествоиспытателей. — 1910. — Т. 41, вып. 2.
2. Polychaeta Кольского залива // Фауна Кольского залива = Записки Академии наук по физико-математическому отделению / К. М. Дерюгин. — 1915. — Т. 34, № 1.
3. Материалы к исследованию Вятского края в рыбопромысловом отношении // Известия Вятского научно-исследовательского института краеведения : журнал. — 1922. — Вып. 1.
4. О нахождении тайменя Hucho taimen (Pallas) в Вятской губернии // Вятская жизнь. — 1923. — № 3.
5. Рыбы реки Вычегды (Зырянский край) // Север. — Вологда, 1923. — № 3—4.
6. Синегорская экспедиция Вятского н.-и. института краеведения // Север. — Вологда, 1923.
7. К вопросу о подготовке преподавателей биологии // На путях к новой школе. — 1923. — № 9.
8. Печерская пельма. Биология и промысел // Известия отделения прикладной ихтиологии государственного института опытной агрономии. — 1924. — Т. II.
9. Материалы к темпу роста леща южной части Каспийского моря // Известия отделения прикладной ихтиологии государственного института опытной агрономии. — 1924. — Т. II.
10. Рыбы бассейна реки Вятки выше города Слободского // Труды Вятского научно-исследовательского института краеведения. — Вятка, 1925. — Т. 1. — С. 1—50. — [4], 94 с., [8] л. ил.
11. Программа по сбору предварительных материалов для селекционного анализа местных хлебных злаков. — Вятка, 1925.
12. Деятельность Вятского научно-исследовательского института краеведения и состоящих при нём учреждений за 1923—1924 отчётный год // Труды Вятского научно-исследовательского института краеведения. — Вятка, 1925. — Т. 1. — С. 85—94. — [4], 94 с., [8] л. ил.
13. Верхнее течение реки Вятки // Вятская жизнь. — 1925. — № 3.
14. Состояние и перспективы исследовательской работы в Вятско-Ветлужском крае // Материалы краевой конференции по изучению производительных сил Вятско-Ветлужского края. — Вятка : Изд. Вятского губисполкома, 1927. — Вып. 2 : Доклады. — С. 3—58. — 188 с.
15. Рыбы верховьев реки Камы // Труды Вятского научно-исследовательского института краеведения. — 1929. — Т. 5.
16. Значение животных в хозяйственной деятельности человека // Вятский край : сборник. — Вятка, 1929.
17. Рыбы Вятского края // Вятский край : сборник. — Вятка, 1929.
18. Млекопитающие Вятского края // Вятский край : сборник. — Вятка, 1929.
19. Кайская рыбопромысловая экспедиция Вятского научно-исследовательского института краеведения // Вятское хозяйство. — 1930. — № 1. — С. 54—55[22].
20. Рыбы нижнего течения реки Вятки // Труды Вятского научно-исследовательского института краеведения. — 1933. — Т. 6.
21. Рекогносцировочное рыбохозяйственное исследование Водлозера // Рыбное хозяйство Карелии. — 1939. — Вып. 5.
22. Филогенетические отношения между некоторыми видами карповых рыб (семейство Cyprinidae) // Учёные записки Кировского педагогического института. — 1939. — Вып. 1.
23. Рыбы Кировской области // Труды Кировского научно-исследовательского института краеведения. — 1940. — Вып. 14.
24. Филогенетические соотношения между некоторыми видами карповых рыб (семейство Cyprinidae) : Тезисы диссертации на соискание учёной степени доктора биологических наук. — Ленинградский университет, 1947.
25. Увеличение вылова белорыбицы в р. Вятке // Труды Кировского сельскохозяйственного института. — 1954. — Т. 10, вып. 1.
26. Материалы к филогении карповых рыб (сем. Cyprinidae) // Труды Карельского филиала АН СССР. — 1956. — Вып. V.
27. Рыбообразные и рыбы Кировской области // Природа Кировской области : сборник. — 1960.

## Монография
Послужившая основой докторской диссертации монография Лукаша «Филогенетические соотношения между некоторыми видами карповых рыб» не была опубликована в полном виде. Основные положения этой монографии были напечатаны в первом выпуске «Учёных записок Кировского педагогического института» за 1939 год, тезисах докторской диссертации Лукаша 1947 года, пятом выпуске «Трудов Карельского филиала АН СССР» за 1956 год.
В монографии описывается тщательное изучение 35 видов карповых рыб. Указанные виды входят в состав 26 родов. При изучении использовались различные методы сравнительных исследований: серологический, онтогенетический, палеонтологический, анатомический, зоогеографический. На основе указанных исследований Лукаш обосновывает филогенетическую последовательность изученных видов рыб и рекомендует изменить традиционный порядок описания карповых рыб в географических, систематических и других работах согласно установленной им последовательности четырёх групп карповых рыб: Cyprinini — Barbini — Leuciscini — Abramidini.
Лукаш доказывает, что по общему комплексу признаков как в подсемействе Cyprinini, так и среди всех, к тому моменту исследованных видов семейства Cyprinidae в целом, вид Cyprinus carpio является самым примитивным. По мнению Лукаша, признаки примитивности у вида настолько велики, что он может служить живым примером ископаемого животного.
Для всех изученных Лукашем подсемейств карповых рыб им приводится характеристика филогенетической последовательности отдельных видов. Например, им устанавливается близость родов Blicca и A. brama в подсемействе Abramidini. Эта близость подтверждается не только гибридизацией и серологически, но и порционностью метания икры некоторыми видами леща, а также атавистическим явлением двурядности зубов у личинок леща.
Объединяющим разрозненные наблюдения многих авторов результатом изучения филогенеза карповых рыб стал очень важный вывод Лукаша об асинхронности изменений физиологических особенностей и разных структур. В 1956 году этот вывод был сформулирован Лукашем следующим образом: «отдельные части наследственной основы организмов в ряду поколений изменяются с разной скоростью». Эта асинхронность наблюдается постоянно и, по мнению Лукаша, имеет такие последствия: в одном и том же организме могут присутствовать функции и структуры разной «филетической глубины», у отдельных особей одного и того же вида филогенетические изменения идут с различной скоростью, филогенетические изменения целых систематических групп от родов до типов идут с различной скоростью.

## Отзывы
П. Н. Луппов 22 февраля 1930 года в специальном докладе «О библиографических работах по Вятскому краю» на заседании Вятского исторического общества высоко оценил деятельность Лукаша. Луппов отметил, что доклад профессора Б. С. Лукаша «Состояние и перспективы исследовательской работы в Вятско-Ветлужском крае» «является незаменимым пособием, вводящим в круг научно-исследовательской работы по Вятскому краю».
По мнению авторов некролога в журнале «Вопросы ихтиологии» П. А. Дрягина, Л. А. Кудерского, П. Л. Пирожникова и В. В. Покровского, Лукаш был широко известным зоологом и выдающимся педагогом. Наряду с большой общественной и педагогической деятельностью систематически занимался и научной работой. Большую практическую и научную ценность имеют опубликованные труды Лукаша о леще южной части Каспийского моря, о печорской нельме, о рыбах и рыболовстве Вятского края, рек Вычегда и Кама. Важное значение имеют и другие его работы. Монография Лукаша «Филогенетические соотношения между некоторыми видами карповых рыб» представляет собой выдающийся научный вклад. Основные положения этой монографии были напечатаны в первом выпуске «Учёных записок Кировского педагогического института» за 1939 год, тезисах докторской диссертации Лукаша 1947 года, пятом выпуске «Трудов Карельского филиала АН СССР» за 1956 год. По мнению авторов некролога, у многочисленных учеников (аспирантов и студентов) Лукаша, должна была навсегда остаться добрая память о нём как о замечательном педагоге, проводившем богато иллюстрированные и весьма содержательные занятия и лекции; у всех, кто работал с Лукашем, также должны были сохраниться о нём самые лучшие воспоминания.
Работа Лукаша «Рыбы Кировской области» (1940) была использована при написании статьи «Рыбы» в 7-м томе «Энциклопедии земли Вятской». Авторы энциклопедической статьи А. Н. Соловьёв и В. Н. Сотников отметили, что особо выделенная Лукашем, как отсутствующая в Кировской области, рыба озёрный гольян (лат. Phoxinus percnurus), вероятно, может встречаться в Подосиновском и Лузском районах, не охваченных исследованиями Лукаша.
По мнению Г. Ф. Чудовой, опубликованный в 1927 году доклад Лукаша «Состояние и перспективы исследовательской работы в Вятско-Ветлужском крае» «представляет собою исключительный по объёму и широте обзор истории краеведческих исследований края, начиная с писцовых и переписных книг XVII века». Чудова отмечает, что в этом докладе весьма обстоятельно (по 39 основным темам) изложено развитие краеведческих исследований после 1917 года, а дореволюционный период краеведения дан лишь в кратких чертах. При этом Чудова называет доклад «непревзойдённым в смысле привлечения огромного количества фактического и библиографического материала по истории вятского краеведения до 1927 года».
По воспоминаниям бывшей работницы Кировской областной научной библиотеки им. А. И. Герцена В. Н. Колупаевой, учёный-биолог Б. С. Лукаш бывал посетителем библиотеки, являвшейся в то время неким культурным центром Вятки. По личному впечатлению Колупаевой, Лукаша, как некоторых других людей, родившихся, получивших высшее образование и даже успевших потрудиться ещё до революции, отличала какая-то особенная интеллигентность.